# Élections régionales belges de 1995
Les élections régionales de 1995 en Belgique ont eu lieu le 21 mai.
Ce sont les premières élections régionales directes. C'est-à-dire que la population élit directement ses représentants régionaux. Jusqu'alors, les élections nationales (à présent fédérales) envoyaient des députés aux régions et communautés. 
299 sièges étaient à pourvoir dans les 4 parlements régionaux et/ou communautaires:
- 124 députés au Conseil flamand
- 75 députés au Conseil de la Région wallonne
- 75 députés au Conseil de la Région de Bruxelles-Capitale
- 25 députés au Conseil de la Communauté germanophone

## Conseil flamand
| Liste | Liste       | Voix      | %       | +/− | Sièges | +/− |
| ----- | ----------- | --------- | ------- | --- | ------ | --- |
|       | CVP         | 1 010 505 | 26,78 % | --  | 35     | --  |
|       | VLD         | 761 262   | 20,18 % | --  | 26     | --  |
|       | SP          | 733 703   | 19,45 % | --  | 25     | --  |
|       | Vlaams Blok | 465 239   | 12,33 % | --  | 15     | --  |
|       | VU          | 338 173   | 8,96 %  | --  | 9      | --  |
|       | Agalev      | 267 155   | 7,08 %  | --  | 7      | --  |
|       | UF          | 44 053    | 1,17 %  | --  | 1      | --  |
|       | Autres      | 153 109   | 4,06 %  | --  | 0      | --  |

## Conseil de la Région wallonne
| Parti | Parti   | Voix    | Voix  | Voix | Sièges | Sièges |
| Parti | Parti   | Voix    | %     | +/−  | Sièges | +/−    |
| ----- | ------- | ------- | ----- | ---- | ------ | ------ |
|       | PS      | 665 986 | 35,22 | Nv   | 30     | Nv     |
|       | PRL-FDF | 447 542 | 23,67 | Nv   | 19     | Nv     |
|       | PSC     | 407 741 | 21,56 | Nv   | 16     | Nv     |
|       | Ecolo   | 196 988 | 10,42 | Nv   | 8      | Nv     |
|       | FN      | 96 574  | 5,11  | Nv   | 2      | Nv     |
|       | Autres  | 71 422  | 3,78  | Nv   | 0      | Nv     |

## Conseil de la Région de Bruxelles-Capitale
| Liste | Liste       | Voix    | %       | +/−     | Sièges | +/− |
| ----- | ----------- | ------- | ------- | ------- | ------ | --- |
|       | PRL-FDF     | 144 478 | 34,98 % | −1,32 % | 28     | +1  |
|       | PS          | 88 370  | 21,4 %  | −0,55 % | 17     | −1  |
|       | PSC         | 38 244  | 9,26 %  | −2,59 % | 7      | −2  |
|       | Ecolo       | 37 308  | 9,03 %  | −1,21 % | 7      | −1  |
|       | FN          | 30 803  | 7,46 %  | +4,18 % | 6      | +4  |
|       | CVP         | 13 586  | 3,29 %  | −0,94 % | 3      | −1  |
|       | Vlaams Blok | 12 507  | 3,03 %  | +0,97 % | 2      | +1  |
|       | VLD         | 11 034  | 2,67 %  | −0,10 % | 2      | 0   |
|       | SP          | 9 987   | 2,42 %  | −0,25 % | 2      | 0   |
|       | VU          | 5 726   | 1,39 %  | −0,68 % | 1      | 0   |
|       | Agalev      | 3 906   | 0,95 %  | −0,15 % | 0      | −1  |
|       | Autres      | 17 028  | 4,12 %  | --      | 0      | 0   |

## Conseil de la Communauté germanophone
| Liste | Liste  | Voix   | %       | +/−     | Sièges | +/− |
| ----- | ------ | ------ | ------- | ------- | ------ | --- |
|       | CSP    | 13 307 | 35,93 % | +2,33 % | 10     | +2  |
|       | PFF    | 7 367  | 19,89 % | +0,11 % | 5      | 0   |
|       | SP     | 5 958  | 16,09 % | −0,25 % | 4      | 0   |
|       | Ecolo  | 5 128  | 13,85 % | −1,19 % | 3      | −1  |
|       | PJU    | 5 051  | 13,64 % | −1,61 % | 3      | −1  |
|       | PAB-AE | 226    | 0,61 %  | +0,61 % | 0      | 0   |